# Đảo Howland
Đảo Howland là một đảo san hô không có người ở, nằm ở ngay phía bắc đường xích đạo trong Trung Thái Bình Dương, khoảng 3.100 km (1.670 hải lý) phía tây nam Honolulu. Nó nằm giữa đường từ Hawaii đến Úc và là lãnh thổ chưa sáp nhập và chưa tổ chức của Hoa Kỳ. Vì mục đích thống kê, đảo Howland được xếp vào nhóm các đảo nhỏ bên ngoài của Hoa Kỳ.
Đảo được đặt theo tên của một người nhìn thấy nó từ trên tàu săn cá voi Isabella vào ngày 9 tháng 9 năm 1842. Tuy nhiên người châu Âu đã tìm thấy nó gần 20 năm về trước từ tàu đánh cá voi Oeno ngày 1 tháng 12 năm 1828 và nó được gọi một thời gian ngắn ngủi là Đảo Worth theo tên vị thuyền trưởng.
Khu Bảo tồn Hoang dã Quốc gia Howland bao gồm đảo 455 mẫu Anh (1,84 km²) và 32.074 mẫu Anh (130 km²) vùng đất chìm xung quanh. Đảo hiện thời là Vùng Bảo vệ Hoang dã Quốc gia điều hành bởi Cục Bảo vệ Cá và Hoang dã Hoa Kỳ dưới quyền Phòng Hải vụ Hoa Kỳ thuộc Bộ Nội vụ Hoa Kỳ.
Đảo san hô này không có hoạt động kinh tế. Hoa Kỳ có trách nhiệm về mặt quốc phòng và đảo được viếng thăm hai năm một lần bởi Cục Bảo vệ Cá và Hoang dã Hoa Kỳ.

## Lịch sử
Dấu vết rải rác các con đường mòn và nhiều di vật khác chứng tỏ sự hiện diện thỉnh thoảng của người Polynesia xưa kia nhưng đảo Howland không có người ở khi Hoa Kỳ chiếm hữu đảo vào năm 1857 qua tuyên bố chủ quyền trong Đạo luật Đảo Phân chim năm 1856. Đảo được biết đến là nơi nguy hiểm cho tàu bè đi lại nhiều thập kỷ và có nhiều tàu thuyền bị đắm ở đây. Các công ty Mỹ và Anh khai thác phân chim ở đây suốt nửa sau thế kỷ 19.

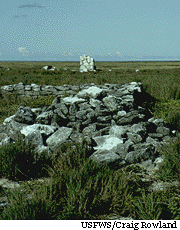
Tàn tích đổ nát gần khu định cư Itascatown trên Đảo Howland

Năm 1935 một kế hoạch lớn của Bộ Thương mãi Hoa Kỳ nhằm thuộc địa hóa đảo để thiết lập sự hiện diện thường xuyên của Hoa Kỳ trong Quần đảo Đường Xích đạo được tiến hành nhưng ngắn ngũi. Kế hoạch này bắt đầu với việc thay đổi dân số luân phiên gồm nhóm bốn cựu nam sinh viên và các học sinh từ trường Nam Kamehameha, một trường quân sự tại Honolulu, Hawaii. Mặc dầu những người được tuyển chọn này ký tên tham dự như là một đoàn thám hiểm khoa học và nghĩ là sẽ ở đây trong ba tháng để thu lợm các mẩu sinh vật và thực vật. Khi họ đang ở trên biển thì họ được bảo rằng "Tên của các bạn sẽ đi vào lịch sử" và rằng đảo sẽ được phát triển để trở thành những "căn cứ không vận lừng danh trong tuyến đường bay nối liền Úc và California." Khu định cư Itascatown gần bờ biển bên phía tây là một dãy không quá một tá công trình xây cất với khung gỗ, một số ít lều. Khu định cư này được đặt tên theo chiến tàu của Tuần Duyên Hoa Kỳ đưa họ ra đảo và đi tới lui các đảo trong thời đại đó. Các kế hoạch tương tư cũng được khởi động trên các đảo lân cận: Đảo Baker, Đảo Jarvis và hai đảo khác.
Cuộc không kích bằng 14 oanh tạt cơ hai động cơ của Nhật ngày 8 tháng 12 năm 1941 giết chết hai "thực dân học sinh Kamehameha" (Richard "Dicky" Kanani Whaley và Joseph Kealoha Keliʻhananui). Hai ngày sau một tàu ngầm của Nhật lại phóng pháo làm các phần kiến trúc xây dựng còn lại của thuộc địa trở thành hoang tàn. Hai người sống sót được chiến hạm của Hoa Kỳ di tản ngày 31 tháng 1 năm 1942. Đảo được giao cho một tiểu đoàn Thủy quân lục chiến Hoa Kỳ chấn giữ cuối năm 1943 và được biết với tên gọi Căn cứ Hải Không quân Howland trong thời gian ngắn đó nhưng rồi lại bị bỏ hoang sau chiến tranh (các kế hoạch thuộc địa hóa bốn đảo khác cũng bị gián đoạn vì chiến tranh và kết thúc chung số phận).
Sau chiến tranh, Đảo Howland không có người ở. Vào đảo cần có giấy phép sử dụng đặc biệt từ Cục Bảo vệ Cá và Hoang dã Hoa Kỳ và chỉ dành riêng cho các khoa học gia và các nhà giáo dục mà thôi. Đảo được viếng thăm hai năm một lần bởi Cục Bảo vệ Cá và Hoang dã Hoa Kỳ.

## Địa lý

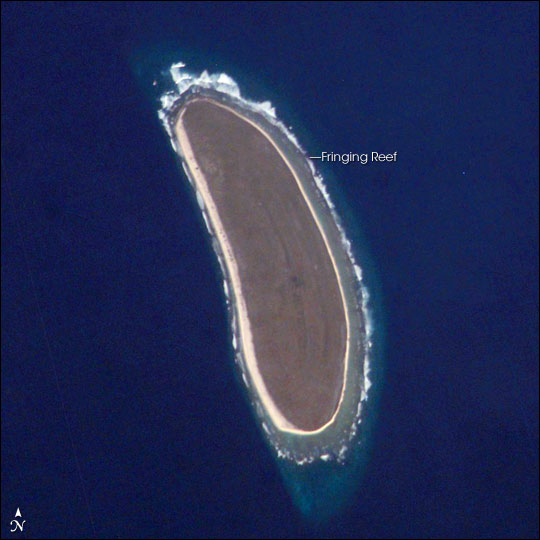
Đảo Howland nhìn từ trên không

Nằm trong Bắc Thái Bình Dương ở 0°48.5′B 176°37′T / 0,8083°B 176,617°T
, đảo rất nhỏ, chỉ 1,84 km² (455 mẫu Anh) và 6,4 km bờ biển. Đảo có hình thon dài theo trục nam-bắc. Khí hậu xích đạo, ít mưa và nắng gắt. Nhiệt độ ôn đới nhờ có giờ thường xuyên từ hướng đông. Đất thấp và có cát: là đảo san hô được bao bọc bởi một dãi đá ngầm. Điểm cao nhất trên mặt biển là 6 mét.
Đảo không có nguồn ngọt tự nhiên. Cảnh quang gồm có cỏ lát đát cùng với dây leo và bụi rậm. Một người mục kích vào năm 1942 có nhắc đến "một rừng thấp có cây Kou mọc lưa thưa" trên một ngọn đồi nông nhưng 58 năm sau vào năm (2000) một du khách đi cùng đoàn thám hiểm khoa học báo cáo thấy "một bãi cát và san hô bị ủi bằng và không có một bóng một cây nào" và dấu vết các nhà cửa đổ nát. Howland là nơi sinh sản và sinh sống của các loại chim biển và sinh vật hoang dã biển.
Trong thời kỳ thuộc địa hóa 1935–1942, Đảo Howland có lẽ là cùng giờ với Hawaii lúc đó. Vì không có người ở nên giờ của đảo không được xác định, nhưng nó nằm trong khu vực hải phận 12 giờ sau Giờ Phối hợp Quốc tế (UTC).

## Giao thông
Không có hải cảng hay bến tàu. Các dãy đá ngầm có thể là nguy hiểm. Chỉ có một nơi lên xuống tàu ghe nhỏ ở giữa bãi cát bên bờ phía tây.

### Sân bay Kamakaiwi

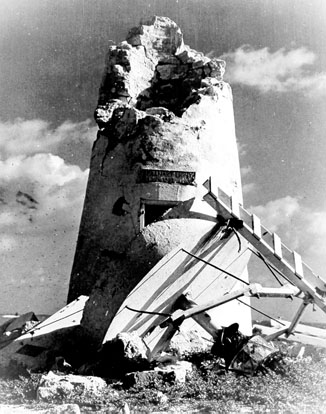
Hải đăng Earhart, hình chụp ở đây phô bày thiệt hại mà nó gánh chịu trong Chiến tranh thế giới thứ hai

Đất được dọn dẹp và san phẳng cho một khu sân bay sơ đẳng trong suốt giữa thập niên 1930 vì dự đoán rằng hòn đảo này có thể dần dần được dùng như điểm dừng cho các tuyến bay thương mại xuyên Thái Bình Dương và làm tăng thêm sự xác nhận chủ quyền của Hoa Kỳ trong vùng. Năm 1937 ba phi đạo không trải bê tông được xây dựng bởi Cục Hàng không Thương mại để đáp ứng nhu cầu cho loại máy bay Lockheed L-10E Electra hai động cơ của Amelia Earhart, dự trù đáp xuống để tiếp nhiên liệu trong chuyến bay của bà quanh thế giới. Cơ sở phương tiện này được đặt tên là Sân bay Kamakaiwi theo tên James Kamakaiwi, một người Hawaii trẻ đến cùng nhóm đầu tiên 4 người thực dân và được chọn lựa là trưởng nhóm. Người này đã sống trên Đảo Howland tổng cộng là 3 năm lâu hơn trung bình của những người khác. Sân bay chưa được sử dụng bao giờ, bị tàn phá liên tục suốt Chiến tranh thế giới thứ hai. Mỉa mai thay, trong khi đảo san hô này được thuộc địa hóa vào năm 1935 để trở thành một cơ sở phương tiện cho hàng không tương lai, chưa có một máy bay nào từng đáp xuống Đảo Howland.

### Hải đăng Earhart
Hải đăng Earhart, là một vọng đài giúp lưu thông tàu thuyền hơn là một hải đăng thật sự, có hình dạng giống như một hải đăng thấp (nhưng không có ánh sáng đèn) được sơn hình những viền rộng để có thể được nhìn thấy từ xa vài dặm ngoài khơi trong giờ ban ngày. Nó ở gần khu vực lên xuống tàu thuyền nhỏ khoảng giữa bờ tây. Một phần bị tàn phá trong những năm đầu của Chiến tranh thế giới thứ hai bởi những đợt tấn công của Nhật, nhưng sau đó nó được xây dựng lại. Vào năm 2000, người ta nói rằng Hải đăng Earhart đang sụp xuống và không được sơn trong nhiều thập kỷ.